# Нерудні мінерали
Нерудні мінерали (рос. нерудные минералы, англ. nonmetallic minerals, нім. nichtmetallführende Mineralien n pl) – мінерали, які не містять металів, які можна добути металургійними способами. 
Основні Н.м.: 
- а) гідротермальні: апатит, ґранат, слюда, кварц, топаз, турмалін;
- б) мезотермальні: барит, карбонати, кварц;
- в) епітермальні: адуляр, алуніт, кальцит, халцедон, флюорит, опал, кварц.